# Nicklas Grundsten
Nicklas Grundsten, född 1 oktober 1983 i Stockholm, är en svensk handbollsspelare. Han är högerhänt och spelar i anfall som mittsexa.

## Karriär
Niclas Grundstens moderklubb var HK Silving/Troja. Nicklas Grundsten har spelat handboll 17 år på elitnivå. Första stora framgången var VM-guld 2003 med Sveriges U-21- herrlandslag i handboll I Sverige toppar tre raka SM-guld med Hammarby, med landslagsspel med 14 A-landskamper för Sverige och ett långt proffsliv att se tillbaka på. 2004 lämnade Grundsten Hammarby för GOG i Danmark. Sedan blev det tre raka SM-guld i Hammarby. Proffslivet inleddes för andra gången av Grundsten för toppklubben HSV Hamburg men det blev bara ett år i den klubben. Han fick lite speltid i Hamburg som sedan 2009 också värvade  kroaten Igor Vori. Grundsten valde att byta klubb till BM Granollers där han sedan spelade i sex säsonger. 2015 återvände Grundsten till Sverige och valde HIF Karlskrona. På You-tube finns en intervju med Niklas Grundsten fån 2015. Karlskrona var hustruns hemstad. Efter säsongen 2018-2019 tar karriären slut för den 35-årige lagkaptenen i HIF Karlskrona. Grundsten inledde sin elitkarriär genom att vara med att spela upp Hammarby IF till Elitserien (numera Handbollsligan) 2002 och var 2019 med om att spela ner Hammarby i Allsvenskan. 2019 Niklas Grundstent avsluta karriären.. Avslutningen blev inte så rolig för även HIF Karlskrona blev nedflyttade till allsvenskan efter ett misslyckat kval.

## Meriter
- 1 VM-guld med Sveriges U-21 herrlandslag i handboll 2003

- 3 SM-guld med Hammarby IF HF 2006,2007 och 2008.

### Fotnoter
1. ↑  http://bloggar.aftonbladet.se/handbollsbloggen/2010/01/mycket-ystad-hammarby-och-skovde/
2. ↑  ”Samtliga international”. Svensk handboll. Arkiverad från originalet den 21 april 2013. https://web.archive.org/web/20130421230656/http://www.svenskhandboll.se/ImageVaultFiles/id_2957/cf_31/Landslaget_Herrar_Samtliga_Internationals.PDF. Läst 4 oktober 2019.
3. ↑  ”DN sport : Övergångarna i elitserien”. Dagens Nyheter. https://www.dn.se/sport/overgangarna-i-elitserien/. Läst 4 oktober 2019.
4. ↑  Okänd (13 november 2007). ”Stjärnorna flyttar från Hammarby”. Aftonbladet. https://www.aftonbladet.se/sportbladet/a/L04Je9/stjarnorna-flyttar-fran-hammarby. Läst 4 oktober 2019.
5. ↑  ”Grundsten till Granollers”. Aftonbladet : Flincks handbollsblogg. https://bloggar.aftonbladet.se/handbollsbloggen/2009/10/grundsten-till-granollers/. Läst 4 oktober 2019.
6. ↑  Maria Makar (16 april 2015). ”Stjärnspelaren Nicklas Grundsten till HIF”. SVT Nyheter Lokalt Blekinge. https://www.svt.se/nyheter/lokalt/blekinge/stjarnspelaren-nicklas-grundsten-till-hif. Läst 4 oktober 2019.
7. ↑  ”Intervju med Nicklas Grundsten”. You tube / HIF Karlskrona. https://www.youtube.com/watch?v=8KJ4d7dwCIg. Läst 4 oktober 2019.
8. ↑  ”Niclas Grundsten väljer att avsluta karriären”. Handbollskanalen. https://handbollskanalen.se/handbollsligan/nicklas-grundsten-valjer-att-avsluta-karriaren/. Läst 4 oktober 2019.